# 国際根拠地論
国際根拠地論（こくさいこんきょちろん）とは、日本の新左翼の一派である共産主義者同盟赤軍派の政治思想の一つ。「国際根拠地建設論」ともいう。

## 概要
前段階武装蜂起論に基づくPBM作戦が事実上頓挫したことで、新たに唱え出した理論。先進国の階級闘争と第三世界の民族解放闘争および「労働者国家」の官僚独裁制打倒を同時並行し、世界革命を実現させるという壮大な理論である。
ソ連や中国など、一般的に社会主義国とされる国家も「労働者国家」と定義して、資本主義国と同様に革命の対象としたことが大きな特徴である。
まず小国の「労働者国家」に潜入、その国の指導者をオルグして「国際根拠地」とする。そこから先進国の暴力革命を誘発させ、併せて第三世界の民族解放革命を起こし「世界革命戦争」へと発展させるというものである。
この理論に基づき、よど号グループや日本赤軍のメンバーが日本から脱出し、海外で活動することとなった。